# Плуг відвальний
Плуг відвальний (рос. плуг отвальный, англ. mould-board plough, turn plow, нім. Pflug m, Kippenpflug m, Abraumpflug m, Pflugbagger m) — гірнича машина, призначена для укладання у відвал гірських порід, що доставляються залізничним транспортом при відкритій розробці родовищ корисних копалин. Робочий орган відвального плуга — основний і допоміжний лемеші, що змонтовані на залізничній платформі. Відвальний плуг, як правило, несамохідний і причіпляється до локомотива. Технологія роботи плуга полягає у вирівнюванні породи, яка розвантажується з думпкарів. При кожному проході леміш плуга опускається на величину, достатню для ефективного переміщення породи під укіс. Ширина майданчика, що планується, залежить від властивостей породи і становить від 7 м при важких породах до 15 м при м'яких. Продуктивність відвального плуга 350—500 м³/год.